# 6458 Nouda
6458 Nouda eller 1992 TD1 är en asteroid i huvudbältet som upptäcktes den 2 oktober 1992 av den japanska astronomen Tsutomu Seki vid Geisei-observatoriet. Den är uppkallad efter den japanske astronomen Tadasuke Nouda.
Asteroiden har en diameter på ungefär 7 kilometer och denen tillhör asteroidgruppen Maria.